# Евтидем II
Евтидем II (на старогръцки: Ευθύδημος, на латински: Euthydemos II) е владетел на Гръко-бактрийското царство. Неговото предполагаемо управление е прието да се отнася към средата на 180-те години пр.н.е.

## Управление
Вероятно идва на власт след Деметрий I, на когото може би е син или брат (син на Евтидем I), като с по-голяма вероятност се приема първото.
Съдейки по монетните изображения, Евтидем II е бил много млад когато става цар. За него не се знае точно колко и кога е управлявал. Би могло да се допусне, че е бил само съвладетел Деметрий I, или царува кратко като един от местните владетели в района на Кабул. Стилът на монетите му наподобява този на Деметрий I и неговите съвременници и наследници Панталеон и Агатокъл.